# Жункейра, Жозе Монтейру Рибейру
Жозе Монтейру Рибейру Жункейра (порт. José Monteiro Ribeiro Junqueira; 27 августа 1871, Леополдина, Минас-Жерайс — 14 мая 1946, Рио-де-Жанейро) — бразильский юрист, банкир и политик; депутат от штата Минас-Жерайс (1903—1930); сенатор в Эру Варгаса, в 1935—1937 годах. Его именем назван район «Ribeiro Junqueira» в муниципалитета Леополдина.

## Биография
Рибейру Жункейра родился 27 августа 1871 года районе Санта-Исабель (сегодня — Абаиба) муниципалитета Леополдина в штате Минас-Жерайс в семье крупного землевладельца. В 1894 году он окончил юридический факультет университета Сан-Паулу. В том же году он был избран депутатом штата — переизбран в 1898 году. Через пять лет стал мэром Леопольдины; в том же году был избран в федеральный парламент от штата Минас-Жерайс — состоял депутатом до 1930 года. В 1905 году основал компанию «Companhia Força e Luz Cataguazes-Leopoldina», ответственную за строительство первой гидроэлектростанции в регионе; в 1911 году основал строительную компанию «Zona da Matta», а в следующем году — банк «Banco Ribeiro Junqueira». Основал местные газеты «Gazeta de Leopoldina» и «Ginásio Leopoldinense».
Мартинш Жункейра одержал победу на выборах в сенат Бразилии, проходивших в 1934 году по новой (третьей) конституции: стал одним из двух сенатором от юго-восточного штата Минас-Жерайс. Будучи избранным на восьмилетний срок в 37-й созыв бразильского сената, занимал свой пост неполные три года, с 1935 по 1937 год — поскольку в ноябре 1937 года президент Жетулиу Варгас организовал государственный переворот и основал централизованное государство Эстадо Ново (Estado Novo).
После переворота Рибейру Жункейра больше не вернулся к общественной жизни. Скончался в городе Рио-де-Жанейро 14 мая 1946 года.